# 基里安·路德維希
基里安·路德維希（Kilian Ludewig，2000年03月05日—）是德國的一位足球運動員。在場上司職右後衛。現時被奧超球隊薩爾斯堡外借至德丙球隊1860慕尼黑。